# Michael Gracey
Michael Gracey es un artista de efectos visuales y cineasta australiano. Es mejor conocido por dirigir la película The Greatest Showman (2017).

## Primeros años y carrera
Gracey creció en Melbourne, primero en Carlton y luego en Kew, y luego comenzó a trabajar en efectos visuales y videos musicales antes de hacerse famoso en publicidad, ganándose un nombre con sus comerciales navideños en el Reino Unido y los EE. UU.

## Carrera

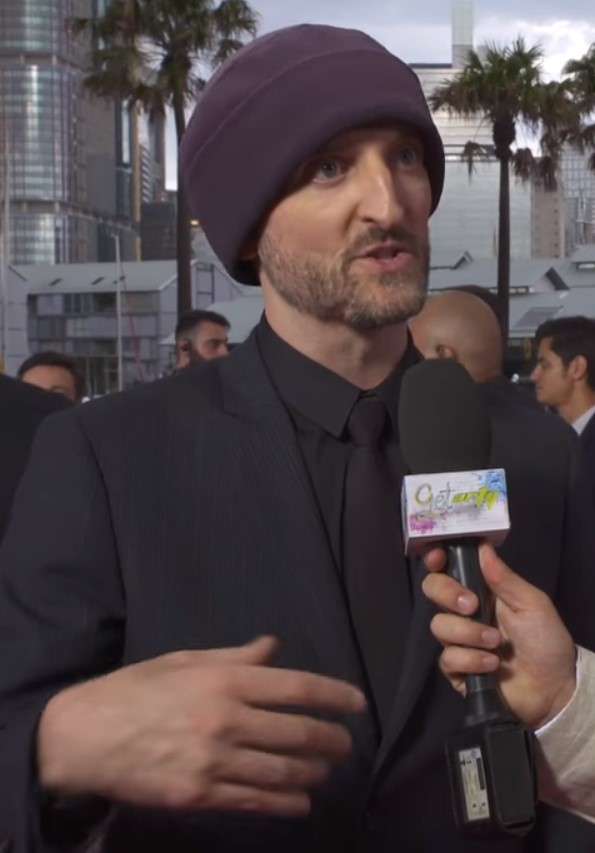
Gracey en el estreno de The Greatest Showman en Australia

Gracey hizo su debut como director de largometrajes en 2017 con The Greatest Showman, protagonizada por Hugh Jackman como PT Barnum.
Gracey también estaba previsto que dirigiera una adaptación de la serie de manga Naruto, pero fue reemplazado por Destin Daniel Cretton, y una adaptación de la novela Daughter of Smoke and Bone, que cayó en el infierno del desarrollo. Gracey trabajó durante 2 años en el estudio de animación y efectos visuales Animal Logic de 1994 a 1996 como animador y compositor de efectos visuales.
En 2022, Gracey dirigió un cortometraje para Turismo Australia, G'Day, protagonizado por Rose Byrne y Will Arnett, con cameos de Hamish Blake y Andy Lee. El comercial es el elemento destacado de la campaña ' Ven y di G'day '.
Gracey es miembro de la productora australiana: FINCH.
Gracey se encargará de dirigir la versión de acción real de Enredados.

## Filmografía
Efectos visuales
| Año  | Título                    | Notas                                                                                      |
| ---- | ------------------------- | ------------------------------------------------------------------------------------------ |
| 1997 | Amy                       | Artista digital                                                                            |
| 1998 | The Genie from Down Under | Artista de efectos visuales (6 episodios)                                                  |
| 2001 | Cubbyhouse                | Compositor digital                                                                         |
| 2002 | Double Vision             | Compositor digital                                                                         |
| 2003 | Ned Kelly                 | Compositor digital – Post completo Supervisor de efectos visuales – Finalizado el año 2003 |
| 2005 | The Magician              | Supervisor de efectos visuales                                                             |

Director
| Año  | Título                  | Director | Productor | Escritor | Notas               |
| ---- | ----------------------- | -------- | --------- | -------- | ------------------- |
| 2017 | The Greatest Showman    | Sí       | No        | No       |                     |
| 2021 | Pink: All I Know So Far | Sí       | Sí        | Sí       | Película documental |
| 2024 | Better Man              | Sí       | Sí        | Sí       |                     |

Productor ejecutivo
| Año  | Título                        | Notas                                                                                                 |
| ---- | ----------------------------- | --- |
| 2019 | Rocketman                     | Originalmente estaba previsto que dirigiera la película antes de ser reemplazado por Dexter Fletcher. |
| 2023 | Ladybug & Cat Noir: The Movie | También letras de canciones                                                                           |

Agradecimientos especiales
- The Square (2008)